# Wálter Guimarães
Wálter Guimarães, més conegut com a Waldyr, (Rio de Janeiro, 17 de maig de 1913 - 21 de febrer de 1979) fou un jugador de futbol brasiler de la dècada de 1930.

## Trajectòria
Pel que fa a clubs, destacà al Botafogo, on guanyà els campionats estatals dels anys 1933 i 1934. Jugà sis partits amb la selecció brasilera de futbol, essent convocat per la Mundial d'Itàlia 1934.